# Vilém z Valence
Vilém z Valence (francouzsky Guillaume de Valence, 1225–1230? – 16. nebo 18. května 1296,? Bayonne) byl hrabě z Pembroke. Díky spříznění s Jindřichem III. Plantagenetem se stal důležitou politickou postavou své doby. V Druhé válce baronů podporoval krále a prince Eduarda I. proti rebelům vedeným Šimonem z Montfortu.

## Život
Narodil se ve Valence, poblíž Lusignanu, jako čtvrtý syn Isabely z Angoulême a jejího druhého manžela Huga X. z Lusignanu. Protože Isabela byla vdovou po králi Janu Bezzemkovi, byl Vilém nevlastním bratrem krále Jindřicha III., který jej po jeho příchodu do Anglie oženil s Johanou, vnučkou a dědičkou Viléma Maréchala. Vilém své královské příbuzenstvo podporoval ve sporu s barony, účastnil se bojů u Lewes a u Eveshamu. Svého synovce, prince Eduarda, pak doprovázel na křížové výpravě do Svaté země, byl jeho oporou v boji s Velšany. Zemřel roku 1296 a byl pohřben ve Westminsterském opatství.